# Tenkai Knights
Tenkai Knights ist eine Anime-Serie, die vom japanisch-kanadischen Spielzeughersteller Spin Master zur Bewerbung seiner Ionix-Bausteine in Zusammenarbeit mit der japanischen Shogakukan-Shūeisha Productions produziert wurde.

## Handlung
Vor langer Zeit entfachte der böse Vilius mit seiner Armee auf dem Planeten Quarton ein Krieg unter den dort formwandelnden bausteinähnlichen Lebewesen. Schließlich gelang es den Helden, den Tenkai Knights bestehend aus Bravenwolf, Dromus, Lydendor, Tributon und Valorn, diesen zurückzuschlagen, wurden jedoch nie wieder gesehen. Nun hat sich Vilius jedoch wieder erhoben. Zur gleichen Zeit finden die Jungen Guren, Ceylan, Chooki und Toxsa ein interdimensionales Portal, das sie nach Quarton führt, wo sie auserwählt werden die neuen Tenkai Knights zu sein.

## Charaktere

### Die Tenkai-Ritter
Guren NashGuren ist die Hauptperson und der Anführer der neuen Generation der Tenkai-Ritter. Er ist zum Anführer prädestiniert (auch wenn er noch nicht in seine Rolle hineingewachsen ist) und fürchtet sich auch nicht vor Schwierigkeiten. Er wird immer mit einer sehr positiven Attitüde dargestellt. Er kann sich in Bravenwolf verwandeln, welcher der Anführer der früheren Tenkai-Ritter ist. Er beschreibt sich selbst als „Tenkai-Power“. Als Bravenwolf ist er mit Schwert und Schild bewaffnet. Er ist der Erste der den Titan-Modus entfesseln kann. Er ist bestens mit Ceylan Jones befreundet.
Ceylan JonesCeylan ist freundlich, albern und ein wahrer Spaßmacher. Wenn er nicht gerade den Klassenclown spielt, kann er allerdings auch erstaunlich achtsam sein. Er kann sich in Tributon verwandeln. Er beschreibt sich als „Tenkai-Geschwindigkeit“. Als Tributon ist er mit einer Armbrust und einem Schild bewaffnet. Er ist der zweite der den Titan-Modus entfesselt. Guren Nash ist sein bester Freund.
Chooki MasonChooki hat eine ruhige Veranlagung. Er ist der beste Athlet des Teams und freut sich immer auf eine Herausforderung. Er kann sich in Lydendor verwandeln. Er beschreibt sich als „Tenkai-Geschicklichkeit“. Als Lydendor ist er mit einer Klinge bewaffnet, die er in einer Massenschlacht gebrauchen kann. Er ist der Dritte der den Titan Modus entfesselt.
Toxsa DaltonObwohl er ein Jahr jünger als die anderen, er ist mindestens so schlau wie sie und damit in der gleichen Klasse. Toxsa ist so etwas wie ein Tech-Geek. Er spielt gerne Videospiele und bastelt mit digitalen Geräten, wenn nicht hilft er beim Diner seiner Familie. Er ist schrullig, aufbrausend und kommt am besten mit Computern als mit Menschen aus. Er kann sich in den Tenkai-Knight Valorn verwandeln und ist bewaffnet mit Schild und Speer. Zudem beschreibt er sich als „Tenkai-Stärke“.

## Veröffentlichung
Die Serie wurde von dem japanischen Studio Bones animiert unter der Regie von Mitsuru Hongō. Seine Erstausstrahlung hatte die 52 Folgen umfassende Serie am 24. August 2013 in den USA auf Cartoon Network. Die japanische Ausstrahlung begann am 5. April 2014 auf TV Tokyo. Seit dem 27. Juni 2014 läuft die Serie in Deutschland ProSieben Maxx und wird auch bei Kazé auf DVD veröffentlicht.